# Лондонски мост (Аустралија)
Лондонски мост (или Лондонски лук) је назив стене који залази у океан, а стоји на два елегантна лука која је издубило море. Налази се у близини Порт Кембела и позната је туристичка атракција на Великом океанском путу. Настала је захваљујући ерозији и до 1990. године била је у потпуности повезана са обалом који су посетиоци често прелазили.
Ипак 15. јануара 1990. године, услед јачег налета таласа један од лукова је попустио и урушио у океан. Игром случаја на супротној страни налазили су се двоје туриста, Кели Харисон и Дејвид Дарингтон који су овим урушавањем остали заробљени на стени. Њих је нешто касније спасао полицијски хеликоптер и неповређене превео на безбедност док је Лондонски мост, одвојен од обале од тада постао недоступан за посетиоце.